# Domingos Leite Pereira
Domingos Leite Pereira (duˈmĩɡuʃ ˈlɐit(ɨ) pɨˈɾɐiɾɐ), Braga, 19 septembre 1882 - Porto, 27 octobre 1956) est un homme d'État portugais de la Première République portugaise.

## Biographie
Il est diplômé en théologie et en littérature de l'université de Coimbra. Il aide à améliorer les relations entre la République et l'Église catholique romaine au cours de son gouvernement.
Au cours de sa vie, il a occupé de nombreux postes politiques :
- Maire de Braga
- Adjoint à l'Assemblée constituante, pour le Parti démocrate
- Président de la Chambre des députés
- Premier ministre (Président du ministère) à trois reprises : du 30 mars au 29 juin 1919; du 21 janvier au 8 mars  1920; et du 1er août au 17 décembre 1925
- Ministre de l'Instruction publique dans le gouvernement de José Relvas en 1919, puis ministre de l'Intérieur et enfin des Affaires étrangères

Il se retire de la vie politique après l'installation de la dictature.